# Frihet
För andra betydelser, se Frihet (olika betydelser).

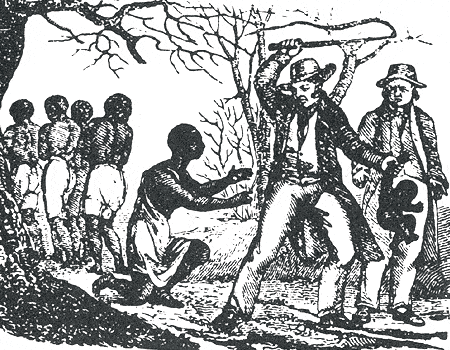
Frihet har historiskt sett betraktats som motsatsen till slaveri.

Frihet är en idé inom filosofi, politik, juridik och samhällsvetenskap som rör individers, gruppers eller staters självbestämmande. Den utgår från tanken att människan har en fri vilja att handla och förutsätter frånvaron av yttre tvång. I sin mest abstrakta form kan frihet betraktas som en universell princip, men i praktiken är dess innebörd och uttryck begränsade av normer, lagar samt historiska och samhälleliga kontexter. Frihet tolkas olika beroende på kontext, där vissa ideologier betonar individuell autonomi, medan andra fokuserar på kollektivets harmoni eller den enskilda individens inre frigörelse.  
Frihet delas ofta upp i negativ och positiv frihet. Negativ frihet syftar på frånvaron av yttre tvång eller auktoritet, vilket också kan uttryckas som avsaknad av förtryck. Positiv frihet innebär möjligheten att följa sin fria vilja och förverkliga sina mål, det vill säga att göra det man önskar. Spänningen mellan dessa perspektiv har skapat debatt, eftersom normer, lagar och regler ofta syftar till att balansera skyddet av negativa friheter med främjandet av positiva friheter.
Politiskt omfattar frihet grundläggande rättigheter som yttrandefrihet, religionsfrihet, tanke- och åsiktsfrihet samt rörelsefrihet. Frihetens betydelse och begränsningar varierar mellan ideologier: socialismen betonar jämlikhet som grund för frihet, medan klassisk liberalism vill minimera statens makt för att värna individens frihet. Anarkismen avvisar statlig och hierarkisk makt helt, eftersom sådan makt anses inkompatibel med sann frihet.
Socialt handlar frihet om det personliga utrymme en människa har i relation till andra, medan politiskt kan frihet även avse staters suveränitet och länders självstyre.

## Etymologi
Ordet fri är mycket gammalt och dess ursprung är osäkert. Möjligen kan ursprunget vara förledet priyá- som på sanskrit betyder älskad/kär och via betydelsen vän/släkting har det utvecklats till den moderna betydelsen. Det förekommer i fornsvenska (fri(r)), i danska (fri) och i fornisländska (frí(r)). Men även i fornengelska (frēo), gotiska (frei(s)), forntyska (frî eller frei) och kymriska (rhydd).

## Frihetens historia
I det antika Grekland föreställde man sig att frihet handlade om stater som var självstyrande. Frihet ställdes då i motsats till slaveri. Till exempel ansåg grekiska tänkare att Persien inte var fritt. Perserna styrdes av en enväldig härskare och saknade politiskt inflytande. Därför var perserna i grekernas mening förslavade. Frihet upptogs senare som centralt begrepp och värde i den romerska republiken. Sedan stadens grundande hade Rom styrts av kungar. När republiken upprättades ville romarna undvika att en central auktoritet skulle erhålla ensam politisk makt. Därför införde de två konsulämbeten som skulle väga upp varandras inflytande så att ingen enskild person skulle kunna tillskansa sig all politisk makt, och en senat där republikens politik formulerades. Romarna ville på det viset åstadkomma politiskt självstyre.
Med tiden började romarna förknippa självstyre med frihet. I det romersk-republikanska tankesättet var frihet alltså ett begrepp som åsyftade folk som styr sig själva. Men liksom grekerna ställde romarna frihet mot slaveri. En slav, enligt romersk lag, var en person som stod under någon annans godtyckliga makt. En fri person, går det därför att sluta sig till, var alltså en person som inte stod under någon annans godtyckliga makt utan var sin egen härskare.
Under medeltiden upphörde frihet att vara ett centralt politiskt begrepp. I stället för att skilja mellan frihet och tyranni skilde medeltidens tänkare mellan tyranner och goda härskare. Under renässansen återvände europeiska intellektuella till de antika grekiska och romerska filosoferna. Renässansens humanister insåg att det antika sättet att tänka på frihet var relevant och viktigt även för dem. De återupplivade därför föreställningen att det ligger ett högt värde i att inte stå under någon annans makt.
Frihet diskuterades av europeiska tänkare och politiker under de följande århundradena. Under revolutionerna i slutet av 1700-talet – av vilka de amerikanska och franska är de mest välkända – blev frihet återigen centralt. Revolutionärerna gjorde uppror mot avlägsna politiska maktkoncentrationer och de privilegier som samhällets elit åtnjöt. De krävde frihet, vilket för revolutionärerna betydde politiskt inflytande. Revolutionerna var startskottet för den utveckling som senare skulle leda till våra moderna liberala demokratier.
Efter revolutionerna återinrättades monarker på sina troner i flera europeiska länder. Många intellektuella tolkade detta som att demokrati var en praktisk omöjlighet. Liberala tänkare utvecklade då en ny föreställning om frihet som skulle vara förenlig med enväldiga härskare. I stället för politiskt inflytande, att inte stå under någon annans makt, föreställde sig dessa tänkare att frihet var en sfär av personligt utrymme. 1800-talets liberaler menade att folket inte borde styra politiken, men att politiken måste begränsas så att folket skyddas i sitt sätt att leva. Därmed skedde en förändring i hur europeiska intellektuella och politiker föreställde sig frihet. Den liberala frihetskampen riktade in sig på att begränsa statens makt och omfång så att folket skulle ha utrymme att leva sina liv efter eget tycke.

Under 1900-talet förfinades denna föreställning om frihet ytterligare. Bland annat blev skillnaden mellan negativ och positiv frihet viktig. De som förespråkade negativ frihet höll fast vid 1800-talets antidemokratiska föreställning. Frihet, menade de, handlar om frånvaron av yttre hinder, som exempelvis tvång och förbud. De som i stället förespråkade positiv frihet menade att vissa hinder inte är externa från människan. En människa kan till exempel vara ofri om hon saknar tillräckliga förmågor och medel att nyttja sin personliga sfär så som hon vill. Därför, menade dessa tänkare, behöver människan förses med sådant hon behöver för att vara fri: pengar, utbildning, och så vidare. Även socialister anslöt sig till den liberala frihetskampen. De utvecklade frihetsbegreppet till att inte bara handla om statens roll och funktion. Frihet, menade socialisterna, måste även gälla ekonomin. Ekonomiska maktcentra, som till exempel arbetsgivare och monopol, hindrar människan från att leva så som hon egentligen hade önskat. Därför måste sådana maktcentra motarbetas för att människan ska frigöras.

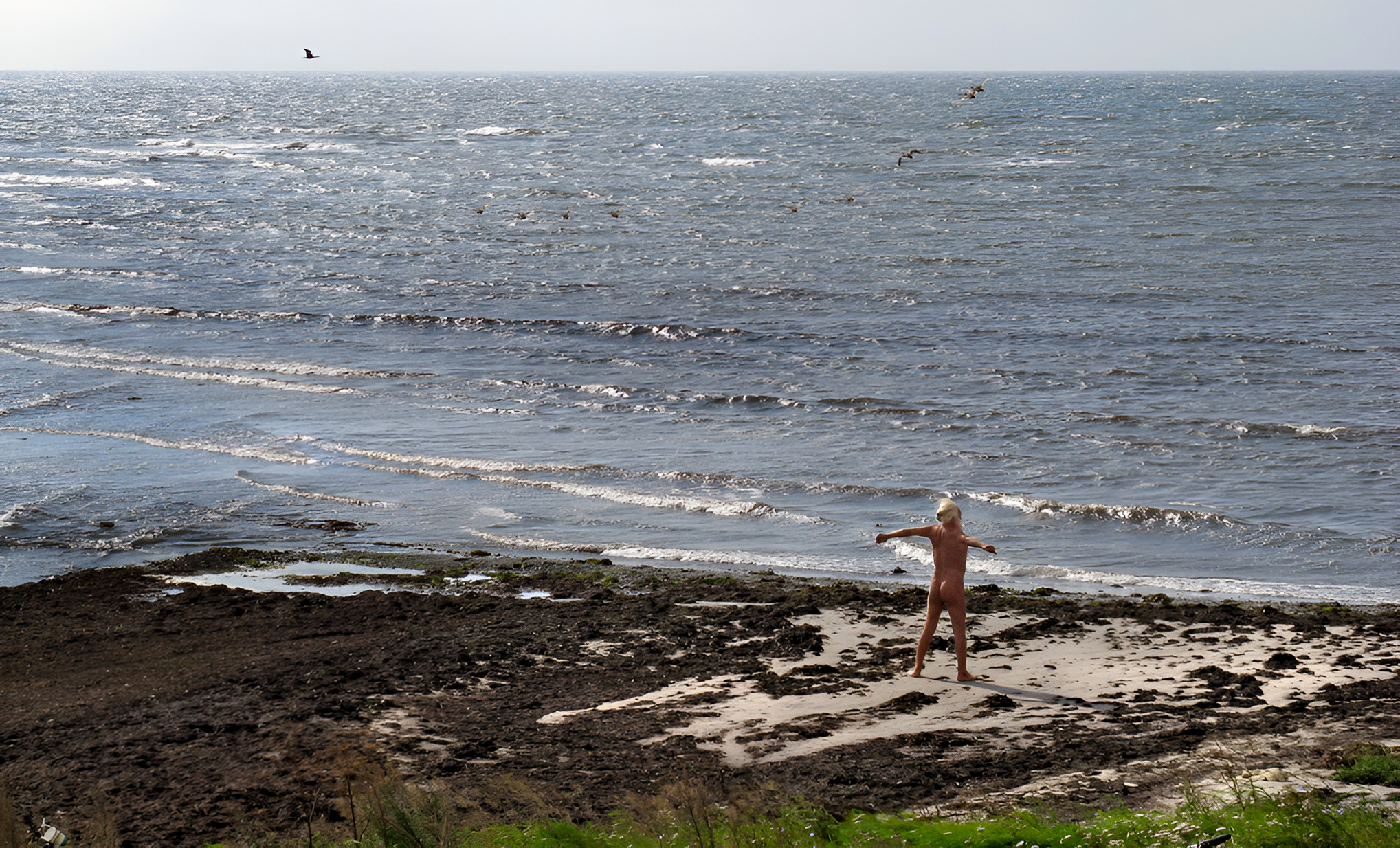
En naturist känner frihet att få vara naken, och att få bada naken i havet.

## Republikansk frihet
Den antika grekiska och romerska föreställning om frihet, som också 1700-talets revolutionärer anslöt sig till, kallas vanligtvis för republikanskt. Skälet är att denna uppfattning är nära förknippad med den romerska rätten. I den romerska republiken gjordes en juridisk åtskillnad mellan fria och slavar. Slavar var personer som stod under någon annans godtyckliga makt. Frihet, går det alltså att sluta sig till, var för romarna att inte stå under en sådan makt utan att vara sin egen härskare.
Det republikanska frihetsbegreppet har på senare år fått mer uppmärksamhet. Historikern Quentin Skinner och filosofen Philip Pettit hör till de tänkare som varit viktiga för att återuppväcka detta sätt att tänka på frihet. Skinner menar att det frihetsbegrepp som utvecklades under 1800-talet och som handlar om att vara ohindrad saknar förankring i den europeiska tänkandet och kulturen. Det är, som historien i avsnittet ovan visar, en nyhet.

Pettit analyserar frihet i två dimensioner. ”Du åtnjuter frihet att välja mellan olika alternativ”, skriver Pettit, ”i den utsträckning som”
1. du har det utrymme och de resurser som krävs för att utöva det alternativ du föredrar,
2. oavsett dina preferenser över dessa alternativ, och

3. oavsett någon annans preferenser kring hur du borde välja.

I den första dimensionen analyserar alltså Pettit frihet som en egenskap hos personer. Som sådan kräver frihet att personen har trygghet och resurser och är skyddad genom normer och lagar. I den andra dimensionen analyserar Pettit frihet som ett allmänt medvetande. Friheten kräver att den är förankrad i samhället och är allmänt känd. Pettit skriver:
Alla måste vara medvetna om att du är tryggad på det här sättet, alla måste vara medvetna om att detta är en fråga om allmän medvetenhet, och så vidare; din status måste vara framträdande och manifesterad för alla. Bara då kan du gå rakryggad bland dina likar, medveten om att du deltar i det generella erkännandet att ingen kan köra med dig – precis som att ingen kan köra med någon – och förvänta sig att undfly klander eller bestraffning.
Republikansk frihet är alltså en social och politisk status. Frihet är att inte vara underställd någon annans godtyckliga makt, och att detta förhållande är allmänt känt och förankrat.

## Negativ och positiv frihet
Den negativa frihetssynen kallas inte negativ för att den är dålig, utan för att den bygger på avsaknad av förtryck. Frihet är enligt denna syn avsaknad av ofrihet, till exempel våld eller hot om våld. Det betyder att om du inte är tvingad av någon annan person att handla på ett visst sätt, så är du helt fri. Denna syn ger teoretisk möjlighet till fullständig frihet för alla. Detta kan tyckas medföra en mycket stor filosofisk förenkling som möjligen kan göra den populär bland till exempel utopister, då dessa skulle kunna tänka sig att det inte finns naturliga konflikter mellan människors frihetliga agerande.
Kritiker av denna syn menar att den negativa friheten bygger på en förenklad bild av verkligheten då man inte tar hänsyn till andra faktorer än direkta former av tvång. Till exempel så betraktar förespråkarna för en negativ frihetssyn en människa som svälter eller lider av ett missbruk som fri så länge som någon annan individ inte aktivt tvingar honom eller henne till något.
Den positiva frihetssynen innebär även frihet till något: att man är fri när man har möjlighet att genomföra det man önskar. Den innebär också att en persons frihet i sig kan inskränka en annans, vilket i sin tur betyder att det blir omöjligt att föreställa sig ett samhälle där alla är fria. Man kan också få sin frihet begränsad av annat än andra människor. Att hoppa till månen eller flyga utan mekaniska hjälpmedel torde till exempel vara omöjligt för alla människor och blir således en naturlig begränsning av vår "frihet". 
Till skillnad från förespråkare av "negativ" frihet, anser förespråkare för en positiv frihetsdefinition att just denna definition stämmer bättre med det moraliskt goda som i dagligt tal menas med frihet. Kritiker menar att det är en dålig definition av frihet eftersom individer i sin strävan att genomföra sin vilja riskerar att göra andra ofria.

## Metafysisk frihet
I metafysiken har frihet diskuterats som frågan om fri vilja. Metafysisk frihet har många definitioner, men alla definitioner av metafysisk frihet har gemensamt att det är något som inte är determinerat. De som däremot menar att det inte finns en metafysisk frihet hävdar att den mänskliga viljan kan förklaras helt och hållet av faktorer såsom genetik, kulturell/samhällsmässig kontext, Gud, med mera.

## Frihet enligt Michel Foucault
Todd May definierar Michel Foucaults frihetskoncept som "det vi kan göra av oss själva inom vår specifika historiska kontext". Foucaults frihetkoncept handlar således inte om att bli "lämnad ifred" från en förtryckande auktoritet, utan snarare om en förmåga till att kunna återskapa oss själva till att bli någonting annat, inom vår specifika historiska kontext. En förutsättning för detta är att människor förstår sin situation, såsom hur de påverkats och påverkas av olika former av makt.